# Max Jähns

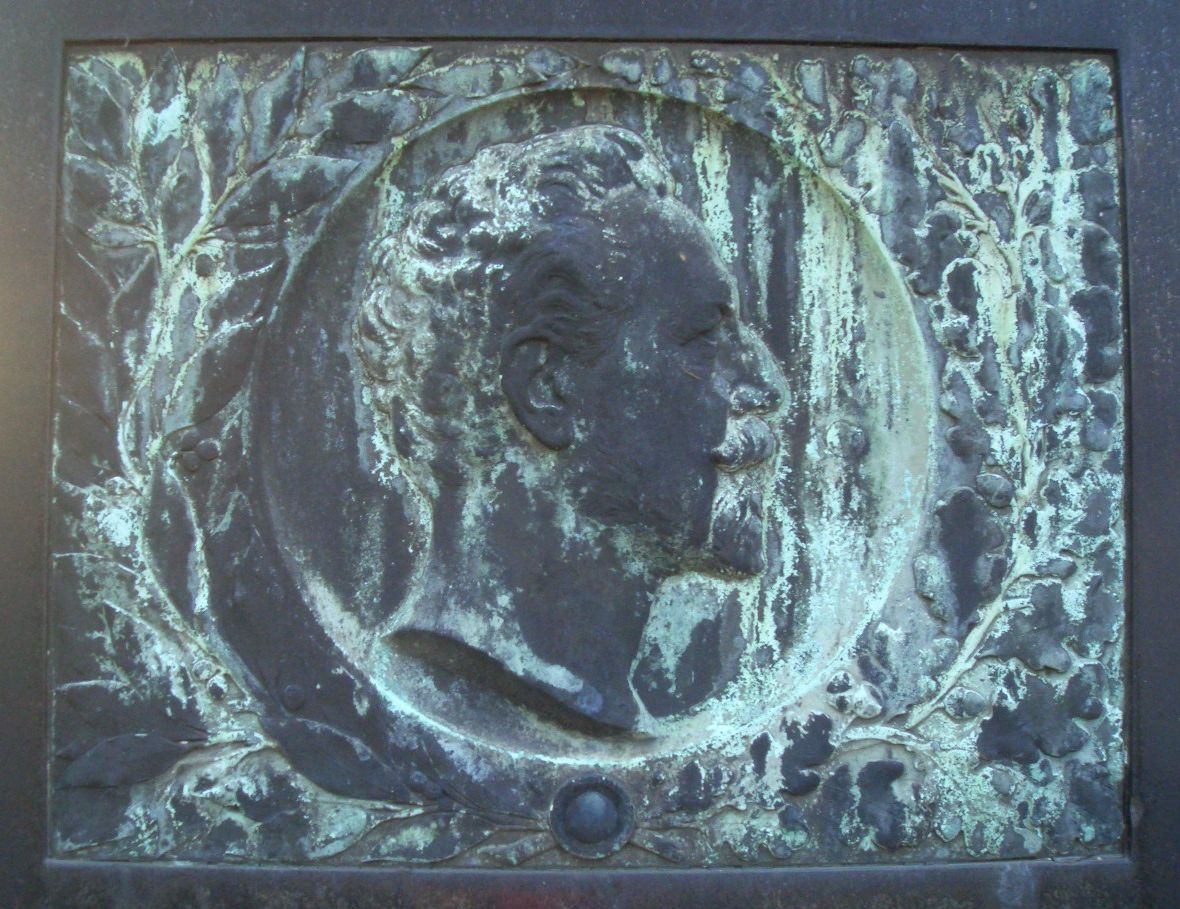
Bild på gravsten. Utförd av Fritz Heinemann.

Maximilian (Max) Jähns, född 18 april 1837 i Berlin, död där 19 september 1900, var en tysk militär och författare. Han var son till Wilhelm Jähns.
Jähns blev officer vid infanteriet 1837, fick avsked 1864 men återgick i tjänst när kriget mot Österrike utbröt 1866. Major blev han 1878, överstelöjtnant 1886, varvid han ånyo fick avsked. Han verkade främst inom generalstaben och var en tid lärare vid krigsakademien. Jähns har skrivit flera militärhistoriska verk.